# Steven Hansell
Steven Anthony Hansell (* 17. Februar 1975 in Birmingham, West Midlands) ist ein ehemaliger britischer Basketballspieler. Direkt nach dem Studium in den Vereinigten Staaten wurde Hansell 1998 vom italienischen Verein Kinder Bologna verpflichtet, die am Ende der Spielzeit den wichtigsten europäischen Vereinswettbewerb FIBA Euroleague gewannen. Neben Italien spielte der englische und britische Nationalspieler als zuverlässiger Einwechselspieler in Griechenland und Spanien und beendete 2010 in seiner Heimat seine aktive Karriere.

## Karriere
Hansell ging 1994 zum Studium in die USA, wo er nach einem Jahr vom Junior College in Lincoln (Illinois) an die Illinois State University in Normal (Illinois) wechselte. Für deren Hochschulmannschaft Redbirds spielte er in der Missouri Valley Conference der NCAA. Mit seiner Mannschaft gewann er 1997 und 1998 zweimal die Meisterschaft dieser Conference und damit die Qualifikation für die landesweite Endrunde der NCAA, in der man jeweils früh in der ersten beziehungsweise zweiten Runde ausschied. Diese beiden Meisterschaften waren die bis zuletzt letzten Titelgewinne dieser Hochschulmannschaft im Basketball.
Direkt nach Studienende wurde Hansell noch im März 1998 vom italienischen Spitzenteam Kinder Bologna verpflichtet, die neben einer weiteren italienischen Meisterschaft am Saisonende ihren ersten Titelgewinn in der FIBA Euroleague verzeichneten. Für diesen Wettbewerb, der den Europapokal der Landesmeister abgelöst hatte, war auch Bologna als Dritter der italienischen Meisterschaft 1997 qualifiziert. Während Nachwuchsspieler Hansell im Europapokal nicht eingesetzt wurde, absolvierte er noch 14 Spiele für den Meister in der Lega Basket Serie A bis Saisonende. Nach dem Ende der Spielzeit wechselte er zum Korać-Cup-Gewinner Müller Scaligera Basket nach Verona, den er jedoch bereits Anfang November 1998 verließ und zum Ligakonkurrenten aus Pistoia wechselte. MABO Pistoia wurde jedoch nach nur sechs Siegen in 26 Spielen am Ende der Spielzeit Tabellenletzter und musste aus der höchsten Spielklasse absteigen.
Für die Saison 1999/2000 unterschrieb Hansell dann einen Vertrag bei „Athlitiki Enosis Konstantinoupoleos“ (AEK) aus Athen in der griechischen Liga A1 Ethniki. AEK hatte 1998 das Finale gegen Bologna in der Euroleague verloren. Unter dem neuen Trainer Dušan Ivković gewann man den Saporta-Cup sowie den nationalen Pokalwettbewerb im Jahr 2000. In der folgenden Spielzeit wurde Hansell von seinem auf der Center-Position agierenden Landsmann Andrew Betts bei AEK verstärkt. In der neu geschaffenen EuroLeague, die in der Folge die alte FIBA Euroleague als wichtigsten europäischen Vereinswettbewerb ablösen sollte, erreichte man in der Premierensaison das Halbfinale, welches gegen den spanischen Verein TAU Cerámica verloren ging. Hansell agierte für AEK als Einwechselspieler und wurde je nach Bedarf für mehr oder weniger Minuten eingesetzt. Sein Ex-Verein Kinder Bologna gewann das Finale und den ersten Titelgewinn der neuen Euroleague. AEK konnte hingegen auf nationaler Ebene seinen Pokaltitel verteidigen. Während Betts bei AEK blieb und im nächsten Jahr erstmals nach 32 Jahren wieder für AEK eine griechische Meisterschaft gewann, verließ Hansell den Verein.
Für die Spielzeit 2001/02 unterschrieb Hansell einen Vertrag bei Caja San Fernando aus Sevilla in der spanischen Liga ACB. Mit diesem Verein erreichte er den zwölften Platz in der Abschlusstabelle und verpasste damit die Play-offs um die spanische Meisterschaft. In der folgenden Spielzeit stand er ab November 2002 bei Olympia Larisa erneut in der griechischen Liga unter Vertrag, absolvierte jedoch nur neun Spiele für den Erstliga-Aufsteiger, der am Ende der Spielzeit als Tabellenletzter wieder abstieg.
In der folgenden Spielzeit 2003/04 spielte Hansell zunächst in der British Basketball League für die Bullets aus seiner Heimatstadt Birmingham, in deren Jugendmannschaften er schon gespielt hatte und vor seinem Studienbeginn in den USA bereits einzelne Einsätze in der Seniorenmannschaft gehabt hatte. Ende November 2003 wechselte er erneut in die italienische Serie A nach Roseto degli Abruzzi. Im Vorjahr noch in den Play-offs vertreten verpasste der Verein nach einem 13. Tabellenplatz diese am Ende der Saison deutlich. Für die darauffolgende Saison 2005/06 wechselte Hansell zum Ligakonkurrenten Viola aus Reggio Calabria, der die Spielzeit auf dem vorletzten Tabellenplatz beendete und die Klasse nur dank des Lizenzentzugs einer anderen Mannschaft hielt. Hansell hatte in dieser Spielzeit noch einen Einsatz in der British Basketball League für die Brighton Bears.
In der Saison 2005/06 konnte sich Hansell zunächst nicht für einen Vertrag empfehlen und kam erst zur Saisonmitte beim Aufsteiger Kolossos aus Rhodos unter, für die er noch 13 Spiele in der ersten griechischen Liga absolvierte. Hansell konnte hier aber der Mannschaft nicht mehr dazu verhelfen, den Abstieg zu vermeiden, stattdessen stieg man nach nur sechs Siegen in 26 Spielen als Tabellenletzter wieder ab. Nachdem die Olympischen Spiele 2012 in die britische Hauptstadt London vergeben worden waren, war 2006 eine britische Nationalmannschaft neu formiert worden. Nachdem Hansell zuvor vergeblich versucht hatte, sich mit der englischen Nationalmannschaft für Titelkämpfe zu qualifizieren, unterstützte er nun die neu gebildete Auswahl erfolgreich dabei, in den Kreis der besten europäischen Mannschaften in der Division A zu kommen.
In der Saison 2006/07 war Hansell ohne professionellen Vertrag, bevor ihn zu Beginn der Saison 2007/08 PAOK aus Thessaloniki bis Dezember 2007 für sechs Spiele unter Vertrag nahm. Anschließend wechselte Hansell für den Rest der Spielzeit nach Zypern zu APOEL aus Nikosia. Anschließend war er in der Spielzeit 2009/10 noch einmal unterklassig aktiv für die Aces aus seiner Heimatstadt Birmingham, bevor er seine aktive Karriere endgültig beendete.